# Trésorier de Calais
Le Trésorier de Calais (« Treasurer of Calais ») est un officier de la Couronne d'Angleterre administrant les finances royales à Calais entre 1347 et 1558, période durant laquelle la ville de Calais et le Calaisis sont une possession du roi d'Angleterre.

## Fonctions
Le trésorier est chargé de la surveillance générale des finances royales à Calais et dans le Calaisis ; il a pour tâche, en collaboration avec le « Captain of Calais », de maintenir les fortifications en bon état, d'assurer l'approvisionnement en vivres, de payer la garnison et de réclamer, le cas échéant, les arriérés de solde,, ce qui l'amène à exercer un contrôle sur toutes les affaires financières des possessions royales dans la région, y compris la Monnaie de Calais. Il perçoit les revenus de la compagnie des marchands de Calais (staple de Calais), établie en 1363, qui a le monopole des exportations de laine d'Angleterre : elle est tenue de contribuer aux dépenses de défense de la ville.
Il est également responsable de la location de certaines terres et est habilité, en collaboration avec le capitaine, à nommer aux postes vacants. Être trésorier de Calais est un honneur et plusieurs titulaires de ce poste en vue ont occupé de hautes fonctions d'État à leur retour en Angleterre, comme Edward Wotton nommé administrateur du royaume pendant la minorité du roi Édouard VI. Le trésorier est un familier de la Couronne, ce qui assoit sa position et favorise le respect que doivent lui témoigner la garnison, les fonctionnaires ainsi que ceux qui lui payent des impôts, c'est-à-dire les marchands et les bourgeois.
Le trésorier de Calais est l'officier le plus important pour l'histoire de Calais et du Calaisis : ses comptes constituent l'une des principales sources d'information subsistantes.

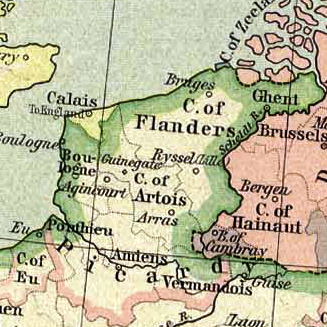
Calais et le Calaisis (en jaune) en 1477.

## Liste des trésoriers de Calais
- 1361-1368 : Thomas de Brantingham (en)[5]
- 1371-1372 : William Gunthorp[6],[7]
- 1385 : Guillaume Armyn
- 1387 : Roger Walden
- 1393-1394 : Robert Folkingham (il meurt en fonction en 1394)
- 1394 : Richard Selby (décédé en novembre 1450)
- avant 1401 : Thomas Stanley
- avant 1401 : Jean Bernard
- 1399-1403 : Nicholas Usk[2]
- mars 1403 - 9 mai 1405 : Robert Thorley[8]
- mai 1405 - 5 mars 1406 : Thomas Neville, 5e baron Furnivall (mort en 1407), trésorier en titre ; Richard Clitherowe, trésorier effectif[9]
- Pâques 1406 - mars 1407 : Robert Thorley[8]
- mars 1407 - 1409 : Robert Marlowe (ou Merlawe)
- 27 octobre 1409 - mars 1413 : Robert Thorley[10]
- 1413 - 1420 : Roger Salwayn[11]
- 1442-1445 : Jean de Langton[12]
- mai 1445 - 1450 : Richard Vernon (1391-1451) ; démissionne en faveur de son fils William Vernon
- 1450 : William Vernon (1418-1467)[13]
- 1450-1460 : Gervais Clifton
- 1459 : Thomas Blount
- 1460-1461 : Walter Blount, 1er baron Mountjoy (mort en 1474) ; succède à son père, Thomas Blount, comme trésorier ; devient gouverneur un an plus tard.
- 1481-1485 : William Slyfield (de Slyfield Manor, Great Bookham, Surrey)
- 1483-1490 : Thomas Thwaites (mort en 1503)
- sous Henri VII : Richard Nanfant[14] ; Richard Nanfant est l'un des protecteurs de Thomas Wolsey[15]
- sous Henri VII : John Turberville (Turbrevyle, Turbervyle, Trobeville, et al.)[14] ; il est mentionné dans une lettre de l'évêque Rochard Fox (Ellis's Original Letters, Second series, II, 7 ; Letters & Papers of Henry VII, 193, p. 104.
- 1504-1517 : Hugh Conway[16]
- juillet 1523 : William Sandys, 1er baron Sandys of The Vyne[14]
- 1525-1528 : Richard Weston (mort en 1541)
- 1540-1547 : Edward Wotton (1489-1551)[17].
- décembre 1548 - août 1553 : Maurice Denys (mort en 1563)[18]
- avril 1554 - décembre 1557 : Thomas Cornwallis, dernier trésorier de Calais[14].